# AN/PSQ-20

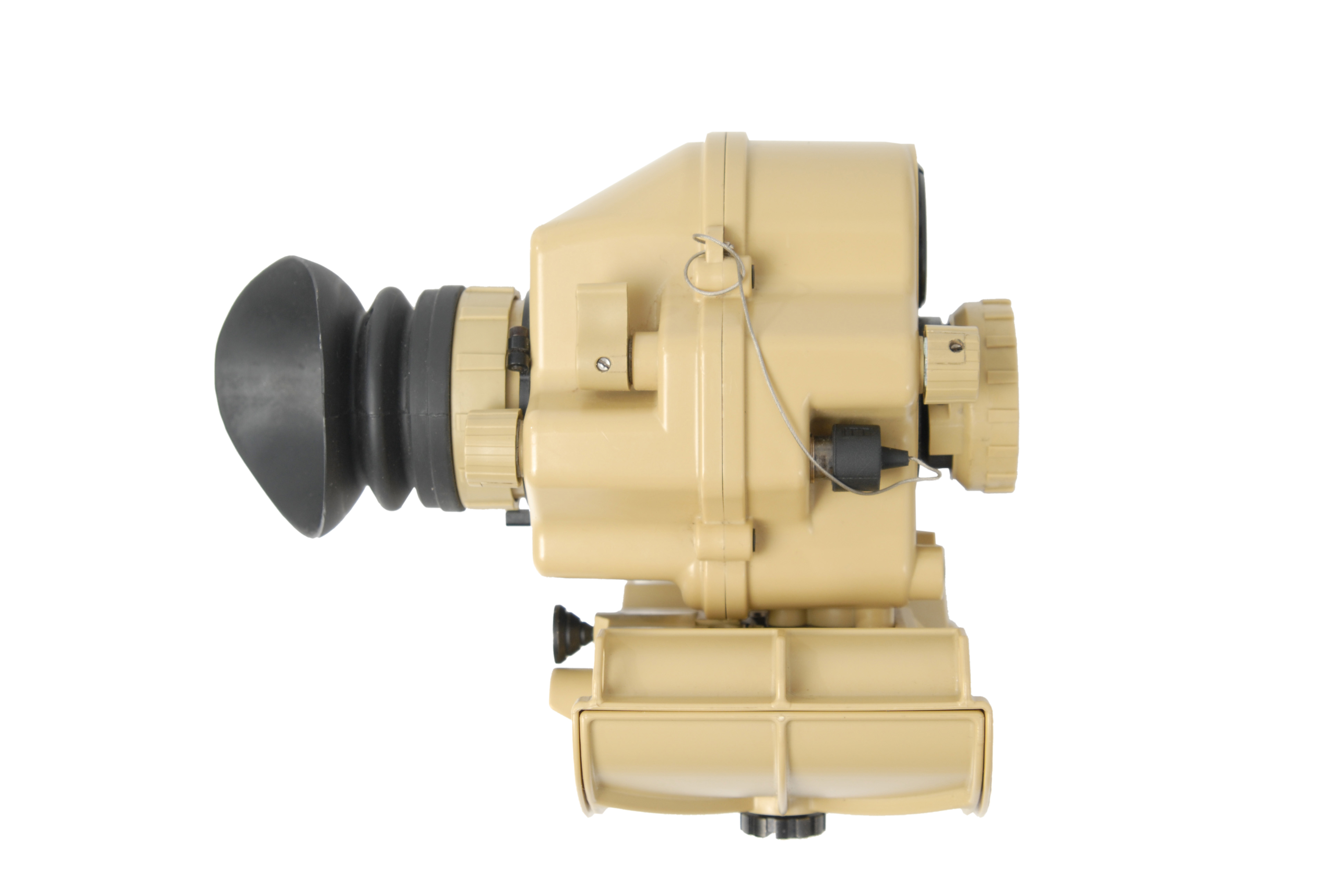
AN/PSQ-20 ENVG-I (F6023)의 측면도

AN/PSQ-20(AN/PSQ-20 Enhanced Night Vision Goggle, ENVG)은 ITT 엑셀리스가 미군을 위해 개발한 3세대 수동형 단안경 야간 투시경이다. 이는 영상 증강 및 열화상 기술을 융합하여 빛이 거의 없는 조건에서도 시야를 확보할 수 있게 한다. 두 가지 방법은 동시에 또는 개별적으로 사용할 수 있다. ENVG는 2004년 미 육군의 PEO Soldier (PEO 솔저)에 의해 퓨처 포스 워리어 프로그램의 지원 장치로 선정되었으며, 기존의 AN/PVS-7 및 AN/PVS-14 시스템을 대체할 예정이다. 이전 모델보다 비싸고 무겁지만, 미국 특수작전부대는 2008년에 이 고글을 사용하기 시작했고, 미 육군 제10산악사단은 2009년에 AN/PSQ-20을 전개하기 시작했다. 고글은 더 가볍게 만들고, 전장에서 디지털 이미지를 송수신할 수 있도록 개선하려는 시도가 있었다.
합동 전자 장비 명칭 시스템 (JETDS)에 따라 "AN/PSQ-20" 명칭은 휴대용 특수 조합 장비용 육해군 전자 장치의 20번째 설계를 나타낸다. JETDS 시스템은 현재 모든 미국 국방부 전자 시스템의 명칭을 정하는 데 사용된다.

## 개발
2003년 8월, 미 육군의 조달 기관인 PEO 솔저는 계획된 퓨처 포스 워리어 프로그램을 지원할 수 있는 고급 야간 투시경 장치에 대해 ITT 인더스트리스와 노스롭그루먼의 설계를 평가하기 시작했다. 경쟁하는 두 가지 설계 중 레이시온과 협력하여 개발된 ITT 설계가 2004년 7월에 초기 75개 시스템 주문과 함께 개발을 위해 선정되었다. AN/PSQ-20으로 지정된 미 육군과의 ENVG 개발 테스트는 2006년 중반에 시작되어 2007년 3월에 완료되었다. 운영 테스트는 2007년 6월에 시작되었으며, 같은 시기에 장치의 소량 초기 생산이 시작되었다. ITT는 2005년 4월에 기존 AN/PVS-7 및 AN/PVS-14를 대체하는 것을 목표로 최대 US$5억 6천만 달러에 달하는 5년 계약을 체결했다.

## 설계 및 특징
AN/PSQ-20 향상된 야간 투시경은 영상 증강 (I2 또는 II) 및 적외선 (IR, 열화상이라고도 함) 기술을 결합하며, 이러한 기술을 처음으로 결합한 야간 투시경 장치이다. 이러한 "융합" 이전에는 이 두 기술이 개별적으로만 사용될 수 있었다. AN/PSQ-20은 두 가지 방법을 함께 또는 개별적으로 사용할 수 있으며, 헬멧에 장착하거나 손으로 휴대할 수 있다. AN/PVS-14와 거의 같은 크기이며 유사한 제어 장치를 가지고 있으며, 4개의 AA형 전지로 작동하여 II 및 IR을 7.5 시간 동안 연속적으로 사용할 수 있다. 이 장치는 영상 증강 모드에서 추가로 7.5시간 동안 사용할 수 있다.
3세대 수동형 야간 투시경으로 분류되는 AN/PSQ-20은 영상 증강기에 충분한 주변광이 없는 상황에서도 열화상을 통해 시야를 제공할 수 있으므로 적외선 조명(능동형 야간 투시경)의 필요성을 없앤다. 또한 연기나 안개와 같은 전장 방해물도 투시할 수 있다. 결합된 기술은 더 나은 표적 식별 및 인식을 가능하게 하여 병사의 이동성 및 상황 인식을 향상시킨다. 장치의 무게 중심이 착용자의 얼굴에 가까워 헬멧 장착 사용이 더 편안하며 안정성도 높아진다. 조준 레이저도 통합할 수 있다. 그러나 단위당 비용이 US$18,000이고 무게가 거의 2 파운드 (0.91 kg)에 달하여 AN/PSQ-20은 대체하려는 장치보다 비싸고 무겁다.

### FWS-I 조합
2019년, 육군은 FWS-I(Family of Weapon Sights-Individual)를 전개하기 시작할 계획인데, 이는 M4 카빈, M16A4 소총, M249 SAW, M136 AT4, M141 벙커 제압 탄약과 같은 다양한 무기에 장착할 수 있는 광학 장치이다. FWS-I는 조준경에서 고글로 데이터를 전송하여 작동하도록 설계되어 병사가 무기를 눈에 대지 않고도 조준할 수 있다. 두 시스템은 두 개의 별도 기록 프로그램을 별도의 장치와 함께 결합하여 상호 운용 가능하도록 만드는 신속 표적 획득(RTA) 기능 아래 통합되었다. 고글은 광섬유 전선을 통해 헬멧 뒤쪽에 있는 프로세서에 연결되며, 이 프로세서는 무기 장착 FWS-I와 무선으로 통신한다. 시스템의 짧은 범위와 낮은 전력으로 인해 무선 연결 방해는 문제가 되지 않는다. ENVG-III와 연결하면 시야가 조준경의 18-26 도에서 고글의 40 도로 확장된다. 고글을 통해 조준경이 보는 것을 봄으로써 근접 전투 (CQC) 중인 병사들은 벽 위나 모퉁이 주변과 같은 엄폐 위치에서 무기를 겨냥하고 머리나 몸통을 적의 사격에 노출하지 않고도 정확하게 사격할 수 있다. 미 육군은 랜드 워리어 프로그램 동안 엄폐물 뒤에서 무기를 조준하고 사격하는 실험을 처음으로 했지만, 헬멧 장착 디스플레이와 무기 장착 열화상 조준경 사이에 엉킬 수 있는 연결 전선에 의존했으며, 초기 조준경은 너무 무겁고 부피가 컸다.

## 운용 및 개선
AN/PSQ-20 ENVG는 2008년 4월에 미 육군에 처음으로 지급되었다. 제10산악사단은 2009년 2월에 약 300대의 장치를 수령하여, 특수부대 이외의 부대 중 처음으로 이 장치를 사용하게 되었다.
PEO 솔저의 일부인 PM 병사 센서 및 레이저는 더 견고한 하우징 재료를 사용하여 AN/PSQ-20을 더 견고하게 만드는 작업을 해왔다. 또한 장치를 더 가볍게 만들고, 제공되는 시야의 디지털 이미지를 생성하고 전송하기 위한 노력도 이루어졌다. 그 결과, ENVG (D)라는 이름의 시제품이 2009년 6월 미 육군에 평가를 위해 제공되었으며, 이는 디지털 융합 이미지를 내보내고 가져올 수 있게 한다.
2015년 7월 기준으로, 미 육군은 약 9,000대의 ENVG-I와 16,000대의 ENVG-II를 구매했다. 2017 회계연도부터 ENVG-III의 배치가 시작될 예정이며, 총 41,000대가 BAE 시스템스와 DRS 테크놀로지스에 의해 생산될 예정이다. 이전 버전과 마찬가지로 ENVG-III는 병사들이 야간 투시, 열화상, 하이브리드 및 열화상 이미지가 윤곽선과 함께 나타나는 하이브리드 중에서 선택할 수 있게 하지만, 열화상 기능을 중앙의 원형 영역이 아닌 전체 40도 시야로 확장하고, 장치 및 배터리 팩에 대해 더 세련된 디자인, 향상된 해상도, 2 파운드 (0.91 kg) 미만의 무게로 더 가벼워졌으며, FWS-I와 함께 작동하도록 설계되었다. 각 소대당 24대의 ENVG를 장비할 계획이며, 경쟁과 기술 개선으로 인해 이전 버전보다 저렴한 약 US$10,000로 예상된다.

## 같이 보기
- 야간 시력
- 미국 군용 전자 장비 목록